# Tournoi de tennis de Bristol
Le tournoi de tennis de Bristol est un tournoi de tennis féminin et masculin du circuit professionnel ATP organisé dans la ville de Bristol en Angleterre.
Le tournoi masculin a eu lieu entre 1969 et 1972 puis entre 1981 et 1989 et précédait le tournoi de Wimbledon. L'Américain Johan Kriek est le seul joueur à voir remporté ce tournoi à deux reprises en simple.
La dernière édition de l'épreuve féminine date de 1972, remportée par Billie Jean King en simple.

## Palmarès dames

### Simple
| No       | Date       | Nom et lieu du tournoi                            | Catégorie  | Dotation | Surface      | Vainqueure           | Finaliste        | Score         |         |
| -------- | ---------- | ------------------------------------------------- | ---------- | -------- | ------------ | -------------------- | ---------------- | ------------- | ------- |
| 1        | 11-06-1962 | West of England Championships, Bristol            |            | NC       | Gazon (ext.) | Margaret Smith       | Maria Bueno      | 6-1, 3-6, 6-2 | Tableau |
| Ère Open |            |                                                   |            |          |              |                      |                  |               |         |
| 2        | 09-06-1969 | Wills West of England Open Championships, Bristol |            | NC       | Gazon (ext.) | Margaret Smith Court | Billie Jean King | 6-3, 6-3      | Tableau |
| 3        | 08-06-1970 | Wills West of England Open Championships, Bristol |            | NC       | Gazon (ext.) | Margaret Smith Court | Françoise Dürr   | 6-1, 6-1      | Tableau |
| 4        | 12-06-1972 | W.D. & H.O. Wills Open, Bristol                   | Grand Prix | 52 000 $ | Gazon (ext.) | Billie Jean King     | Kerry Melville   | 6-3, 6-2      | Tableau |

### Double
| No       | Date       | Nom et lieu du tournoi                           | Catégorie  | Dotation | Surface      | Vainqueures                             | Finalistes                            | Score    |         |
| -------- | ---------- | ------------------------------------------------ | ---------- | -------- | ------------ | --------------------------------------- | ------------------------------------- | -------- | ------- |
| 1        | 11-06-1962 | West of England Championships Bristol            |            | NC       | Gazon (ext.) | Justina Bricka Margaret Smith           | Sandra Reynolds Price Renee Schuurman | 7-5, 7-5 | Tableau |
| Ère Open |            |                                                  |            |          |              |                                         |                                       |          |         |
| 2        | 09-06-1969 | Wills West of England Open Championships Bristol |            | NC       | Gazon (ext.) | Margaret Smith Court Judy Tegart        | Rosie Casals Billie Jean King         | 6-4, 6-2 | Tableau |
| 3        | 08-06-1970 | Wills West of England Open Championships Bristol |            | NC       | Gazon (ext.) | Margaret Smith Court Judy Tegart-Dalton | Karen Krantzcke Kerry Melville        | 6-2, 6-3 | Tableau |
| 4        | 12-06-1972 | W.D. & H.O. Wills Open Bristol                   | Grand Prix | 52 000 $ | Gazon (ext.) | Helen Gourlay Karen Krantzcke           | Rosie Casals Billie Jean King         | 6-4, 6-2 | Tableau |

## Palmarès messieurs

### Simple
| No | Date       | Nom et lieu du tournoi  | Catégorie           | Dotation            | Surface             | Vainqueur           | Finaliste           | Score               |                     |
| -- | ---------- | ----------------------- | ------------------- | ------------------- | ------------------- | ------------------- | ------------------- | ------------------- | ------------------- |
| 1  | 09-06-1969 | , Bristol               |                     | 20 000 $            | Gazon (ext.)        | Ken Rosewall        | Pierre Barthès      | 8-10, 6-3, 6-1      |                     |
| 2  | 08-06-1970 | , Bristol               |                     | NC $                | Gazon (ext.)        | Nikola Pilić        | Rod Laver           | 6-3, 1-6, 6-3       |                     |
|    | 07-06-1971 | Tournoi non terminé     | Tournoi non terminé | Tournoi non terminé | Tournoi non terminé | Tournoi non terminé | Tournoi non terminé | Tournoi non terminé | Tournoi non terminé |
| 3  | 12-06-1972 | , Bristol               |                     | NC $                | Gazon (ext.)        | Bob Hewitt          | Alex Olmedo         | 6-4, 6-3            |                     |
|    | 1973-1980  | Pas de tournoi          | Pas de tournoi      | Pas de tournoi      | Pas de tournoi      | Pas de tournoi      | Pas de tournoi      | Pas de tournoi      | Pas de tournoi      |
| 4  | 15-06-1981 | , Bristol               |                     | 75 000 $            | Gazon (ext.)        | Mark Edmondson      | Roscoe Tanner       | 6-3, 5-7, 6-4       |                     |
| 5  | 14-06-1982 | , Bristol               |                     | 100 000 $           | Gazon (ext.)        | John Alexander      | Tim Mayotte         | 6-3, 6-4            |                     |
| 6  | 13-06-1983 | , Bristol               |                     | 100 000 $           | Gazon (ext.)        | Johan Kriek         | Tom Gullikson       | 7-6, 7-5            |                     |
| 7  | 18-06-1984 | , Bristol               |                     | 100 000 $           | Gazon (ext.)        | Johan Kriek         | Brian Teacher       | 6-7, 7-6, 6-4       |                     |
| 8  | 17-06-1985 | , Bristol               |                     | 100 000 $           | Gazon (ext.)        | Marty Davis         | Glenn Layendecker   | 4-6, 6-3, 7-5       |                     |
| 9  | 16-06-1986 | Bristol Trophy, Bristol |                     | 100 000 $           | Gazon (ext.)        | Vijay Amritraj      | Henri Leconte       | 7-6, 1-6, 8-6       |                     |
| 10 | 15-06-1987 | , Bristol               |                     | 100 000 $           | Gazon (ext.)        | Kelly Evernden      | Tim Wilkison        | 6-4, 7-6            |                     |
| 11 | 13-06-1988 | , Bristol               |                     | 93 400 $            | Gazon (ext.)        | Christian Saceanu   | Ramesh Krishnan     | 6-4, 2-6, 6-2       |                     |
| 12 | 19-06-1989 | , Bristol               |                     | 100 000 $           | Gazon (ext.)        | Eric Jelen          | Nick Brown          | 6-4, 3-6, 7-5       |                     |

### Double
| No | Date       | Nom et lieu du tournoi  | Catégorie           | Dotation            | Surface             | Vainqueurs                      | Finalistes                     | Score               |                     |
| -- | ---------- | ----------------------- | ------------------- | ------------------- | ------------------- | ------------------------------- | ------------------------------ | ------------------- | ------------------- |
| 1  | 09-06-1969 | , Bristol               |                     | 20 000 $            | Gazon (ext.)        | John Newcombe Marty Riessen     | Cliff Drysdale Roger Taylor    | 4-6, 15-13, 6-3     |                     |
| 2  | 08-06-1970 | , Bristol               |                     | NC $                | Gazon (ext.)        |                                 |                                | NC                  |                     |
|    | 07-06-1971 | Tournoi non terminé     | Tournoi non terminé | Tournoi non terminé | Tournoi non terminé | Tournoi non terminé             | Tournoi non terminé            | Tournoi non terminé | Tournoi non terminé |
| 3  | 17-06-1972 | , Bristol               |                     | NC $                | Gazon (ext.)        | Bob Hewitt Frew McMillan        | Clark Graebner Lew Hoad        | 6-3, 6-2            |                     |
|    | 1973-1980  | Pas de tournoi          | Pas de tournoi      | Pas de tournoi      | Pas de tournoi      | Pas de tournoi                  | Pas de tournoi                 | Pas de tournoi      | Pas de tournoi      |
| 4  | 15-06-1981 | , Bristol               |                     | 75 000 $            | Gazon (ext.)        | Billy Martin Russell Simpson    | John Austin Johan Kriek        | 6-3, 4-6, 6-4       |                     |
| 5  | 14-06-1982 | , Bristol               |                     | 100 000 $           | Gazon (ext.)        | Tim Gullikson Tom Gullikson     | Mark Edmondson Kim Warwick     | 6-4, 7-6            |                     |
| 6  | 13-06-1983 | , Bristol               |                     | 100 000 $           | Gazon (ext.)        | John Alexander John Fitzgerald  | Tom Gullikson Johan Kriek      | 7-5, 6-4            |                     |
| 7  | 18-06-1984 | , Bristol               |                     | 100 000 $           | Gazon (ext.)        | Larry Stefanki Robert Van't Hof | John Alexander John Fitzgerald | 6-4, 5-7, 9-7       |                     |
| 8  | 17-06-1985 | , Bristol               |                     | 100 000 $           | Gazon (ext.)        | Eddie Edwards Danie Visser      | John Alexander Russell Simpson | 6-4, 7-6            |                     |
| 9  | 16-06-1986 | Bristol Trophy, Bristol |                     | 100 000 $           | Gazon (ext.)        | Christo Steyn Danie Visser      | Mark Edmondson Wally Masur     | 6-7, 7-6, 12-10     |                     |
|    | 15-06-1987 | Non joué                | Non joué            | Non joué            | Non joué            | Non joué                        | Non joué                       | Non joué            | Non joué            |
| 10 | 13-06-1988 | , Bristol               |                     | 93 400 $            | Gazon (ext.)        | Peter Doohan Laurie Warder      | Marty Davis Tim Pawsat         | 2-6, 6-4, 7-5       |                     |
| 11 | 19-06-1989 | , Bristol               |                     | 100 000 $           | Gazon (ext.)        | Paul Chamberlin Tim Wilkison    | Mike De Palmer Gary Donnelly   | 7-6, 6-4            |                     |